# Matador (Deppdale)
Matador is een Brits historisch merk van motorfietsen.
De bedrijfsnaam was: Matador Engineering Co. Ltd., Deppdale, Preston.
Net als The Toreador Engineering Co in Preston maakte dit bedrijf motorfietsen die door Bert Houlding waren ontworpen. Gedurende haar hele bestaansgeschiedenis (van 1923 tot 1927) waren de Matador-modellen leverbaar met de oliegekoelde 349cc-Bradshaw-kopklepmotor. Ze hadden al volledige kettingaandrijving (voor de primaire- en de secundaire aandrijving) en een drieversnellingsbak. Voorremmen waren nog niet in zwang, maar de machines hadden al een hand- en een voetrem, die beiden afzonderlijk op het achterwiel werkten.
In 1924 kregen de machines een Webb-voorvork met centrale veer en er kwamen ook modellen met een 348cc-Blackburne-motor, zowel met zij- als kopkleppen, maar Bert Houlding verliet het bedrijf in dit jaar.
In 1925 kwam nog een model met een 344cc-"Two Port" JAP-kopklepmotor, een Brampton-voorvork en remmen in beide wielen.
In 1926 verdween de JAP-motor weer en er waren nu uitsluitend nog Bradshaw-motoren leverbaar. Naast het standaardmodel kwam er een TT-Replica met kogellagers op de krukas, een Webb-voorvork, een Brampton close ratio versnellingsbak en drie remmen (één voor, twee achter).
In 1927 leverde het bedrijf nog twee modellen: de Standard en de Super Sports, maar zonder Bert Houlding stond de ontwikkeling stil en dit was het laatste jaar van de productie.